# Мак-Фарленд (фільм, 2015)
Мак-Фарленд (англ. McFarland, USA) – спортивна драма режисера Нікі Каро. Фільм вперше представлений у Голлівуді 09 лютого 2015 року.

## Сюжет
Події фільму розпочинаються у 1987 році. Джим Вайт, тренер з американського футболу, втрачає роботу у Бейкерсфілді через суперечку, під час якої він травмував гравця команди.
Вайт із родиною змушений переїхати до Мак-Фарленда, де отримує роботу помічника тренера у місцевій школі. Проте невдовзі в нього виникає конфлікт із тренером, коли він відмовляється допускати до гри травмованого гравця. За наполяганням тренера Вайт йде з посади, але залишається у школі вчителем з фізичної культури.
Ситуація у МакФарленді, де мешкають переважно латиноамериканці, йому не до вподоби та Вайт думає шукати роботу в іншому місці. Із бесіди з колегою, йому стає відомо, що більшість учнів та їх родини працюють на полях збирачами овочевих культур, позбавлені належної підтримки та уваги та мають невтішні перспективи на майбутнє.
Проводячи заняття та спілкуючись з учнями Вайт виявляє, що багато хто з них чудово бігає. Спираючись на це, він пропонує керівництву школи створити шкільну команду з крос-кантрі.
Незважаючи на початкове неприйняття цієї ідеї, зрештою Вайт знаходить підтримку та починає тренувати команду. Проте перші змагання виявляються невдалими. Але враховуючи їх досвід, Вайт змінює стиль тренувань та наступні змагання команда виграє. В подальшому, попри внутрішні суперечки, тренування продовжуються та підтримка команди зростає. 
Їй вдається пройти кваліфікаційний відбір до участі у чемпіонаті штату та майже в цей час Вайт отримує пропозицію очолити більш заможну команду Пало-Альто. Але після роздумів та розмови із родиною, схвильованих запитань членів команди, Вайт відмовляється від пропозиції, залишаючись із командою МакФарленда, яка під його керівництвом виграє чемпіонат штату.
За подальшою інформацією відомо, що Вайт протягом чотирнадцяти років очолював шкільну команду, яка виграла дев’ять чемпіонатів штату.

## Сприйняття
Видання Variety  характеризує фільм як зворушливу та надихаючу спортивну історію.
За рецензією The New York Times, Мак-Фарленд звертає увагу на боротьбу із бідністю та упередженнями, і «робить це чуйно та добре».

## Відзнаки та нагороди
- Нагороди The Imagen Foundation у категоріях «Найкращий фільм» та «Найкращий актор другого плану», 2015[10];
- Премія «Золотий трейлер» за найкращий голосовий телевізійний ролик, 2015[11].